# Chiesa di Santa Croce alla Lungara
La chiesa di Santa Croce alla Lungara è una chiesa di Roma, nel rione Trastevere, in via della Lungara, 19.
È chiamata anche Chiesa della Santa Croce delle Scalette per la presenza di una doppia rampa di scale d'accesso dalla strada; oppure Buon Pastore, perché nell'Ottocento la chiesa e l'annesso monastero furono affidati alle Suore del Buon Pastore d'Angers.
La chiesa fu edificata nel 1619 con le sovvenzioni del duca di Baviera e del cardinale Antonio Barberini, fratello di Papa Urbano VIII; il monastero invece è del 1615, fondato dal carmelitano Domenico di Gesù e Maria “per togliere dal peccato le donne di vita disonesta” (Armellini).
L'interno della chiesa si presenta ad unica navata ed è stato rimaneggiato nel XIX secolo con un certo gusto classicheggiante. Sull'altar maggiore vi era un quadro di Gesù che porta la croce, sostituito ora da altro raffigurante il Crocifisso, opera di Francesco Troppa, a cui si deve anche l'Annunciazione sull'altare di destra. Altra opera di una certa importanza è la Maddalena di Ciccio da Napoli.
Il vicino monastero, ampliato nel XIX secolo da Virginio Vespignani, mantenne sempre la sua funzione di casa di redenzione, di riabilitazione o di recupero; nel 1950, una volta che le monache lasciarono l'istituzione, la casa divenne sede distaccata del carcere femminile per donne colpevoli di reati minori. Questa finalità cessò nel 1979, ed oggi vi è la sede della Casa Internazionale delle Donne.